# Synagogue de Trondheim

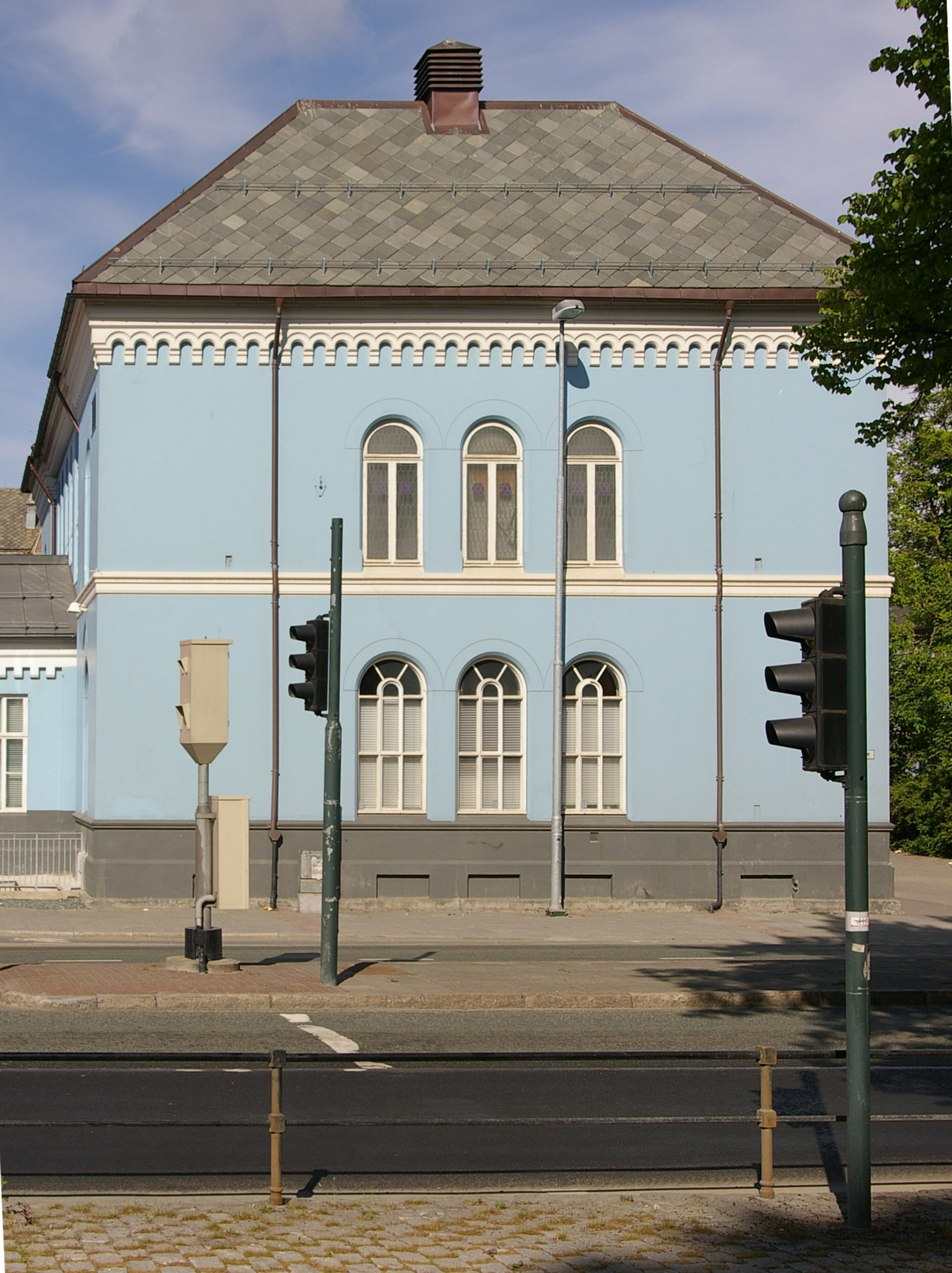
Synagogue de Trondheim.

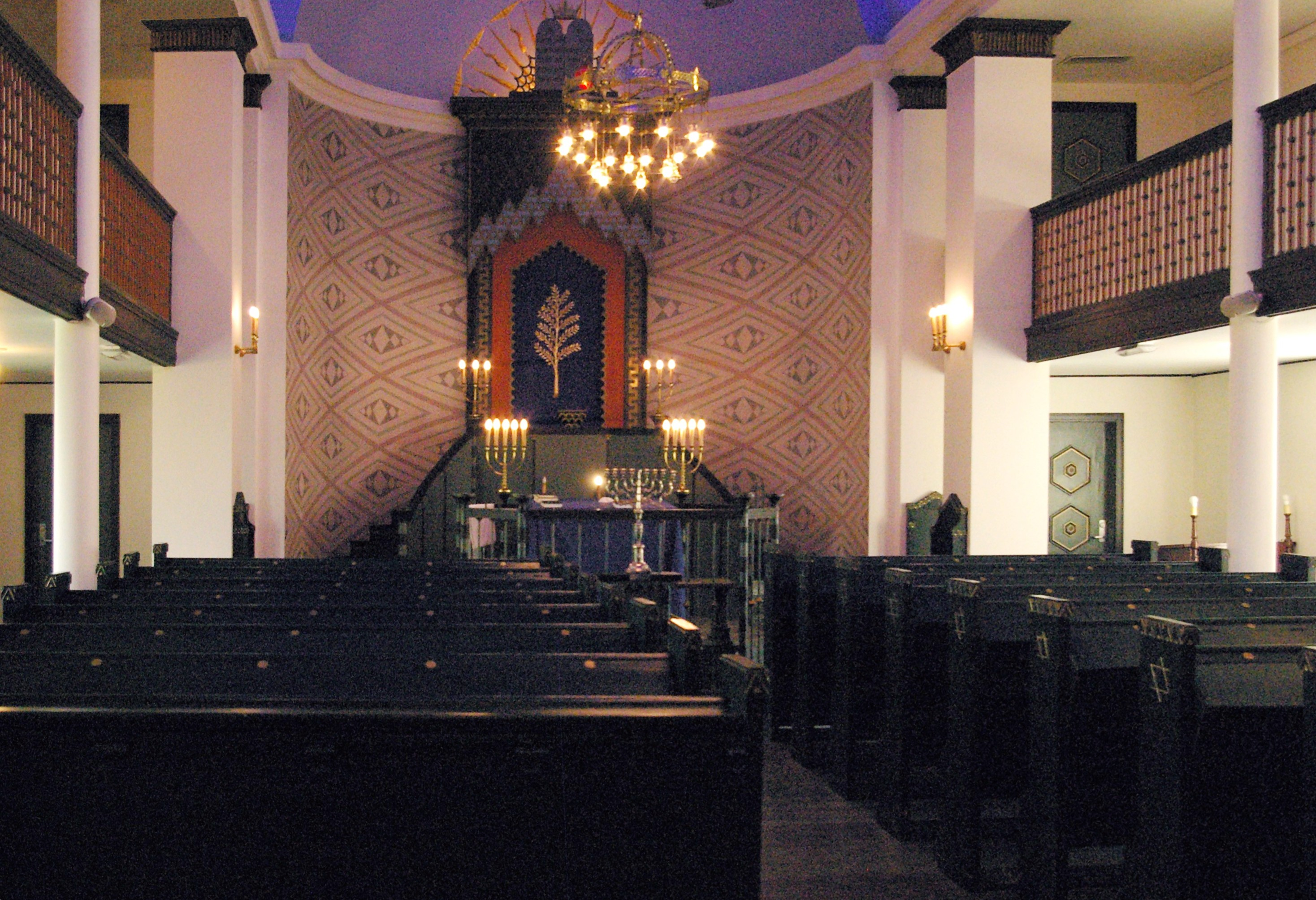
Intérieur de la Synagogue de Trondheim

Les premiers Juifs arrivent à Trondheim dans les années 1880, notamment en provenance des pays baltes. La communauté juive est établie officiellement en 1905 et la synagogue actuelle inaugurée en 1924 dans le bâtiment d'une ancienne gare de chemin de fer.
Le 9 avril 1940, les Allemands envahissent la Norvège et un an plus tard confisquent la synagogue de Trondheim qu'ils pillent et utilisent comme étable. Les 135 juifs de Trondheim qui n'avaient pas fui vers la Suède sont déportés et seuls 5 d'entre eux survivront.
La synagogue est restaurée et ré-inaugurée en 1947. Un musée juif y est créé en 1997.
La synagogue de Trondheim est une des synagogues au monde les plus septentrionales. Deux seulement se trouvent plus au nord : celle de Fairbanks en Alaska et celle d'Arkangelsk, dans le nord-ouest de la Russie.